# Antonín Švehla
Antonín Švehla (Hostivař, Imperio austrohúngaro 15 de abril de 1873-12 de diciembre de 1933) fue un político conservador austrohúngaro y checoslovaco, miembro del Partido Republicano de Agricultores y Campesinos. Fue tres veces primer ministro de Checoslovaquia, cargo que desempeñó durante la mayor parte de la década de 1920. Se le considera una de las figuras más destacadas de la Primera República checoslovaca. 
Dirigente del Partido Republicano de Agricultores y Campesinos, fue también fundador de la institución de consenso de la Pětka, para la que creó su famoso lema: «hemos acordado que alcanzaremos un acuerdo».

## Comienzos
Nacido en una familia campesina cerca de Praga, se afilió pronto al Partido Agrario Checo, que se consolidó como una formación importante tras la introducción del sufragio universal en Austria. Švehla, a pesar de ocupar un puesto menor en el partido, abogó con decisión por la implantación del derecho al voto, que permitió que la formación se convirtiese en el principal partido checo en las elecciones de 1907 y 1911. En 1909, se le nombró presidente del partido.
Como diputado en el Reichsrat (Parlamento austriaco), se labró fama de defensor de las clases medias-bajas, fundamentalmente campesinas, de Bohemia. En las elecciones de 1911, sin embargo, se negó a participar, justificando esta negativa por lo que consideraba falta de interés austriaco por los problemas checos. Se le consideraba progresista dentro del centrista Partido Agrario, y tuvo que enfrentarse repetidamente con cierta oposición interna más conservadora.
Al estallar la Primera Guerra Mundial, permaneció en Austria-Hungría, a diferencia de otros destacados dirigentes checos y eslovacos como Masaryk, Beneš o Štefánik, a los que apoyó secretamente y suministró información sobre la situación de la futura Checoslovaquia. Se negó a declarar lealtad al Estado y a la dinastía Habsburgo. Por su carácter reservado se libró del encarcelamiento durante la represión que el alto mando austrohúngaro impuso al Gobierno austriaco en 1915-1916, en la que otros políticos más notorios como Karel Kramář fueron arrestados. Durante este periodo se dedicó a organizar la "Mafia", estructura secreta que aspiraba a la independencia checoslovaca. Cuando, en noviembre de 1916, los partidos checos se unieron para formar la Unión Parlamentaria Checa y el Comité Nacional, se nombró a Švehla secretario de este último.
Tras la muerte de Francisco José I y la ascensión de Carlos al trono, los principales presos políticos fueron liberados y se instauró un régimen menos severo. Švehla dirigió una serie de manifestaciones, proclamas y escritos nacionalistas que dieron a conocer su causa en el exterior. Gracias a su gran habilidad para la conciliación de los diversos puntos de vista de los partidos checos y a su modestia natural, fue el principal organizador de la transición a la independencia; sus principales rivales, el socialista Bohumír Šmeral —contrario a los Estados-nación— y el conservador Karel Kramář —en prisión—, no pudieron competir con él en esta tarea.

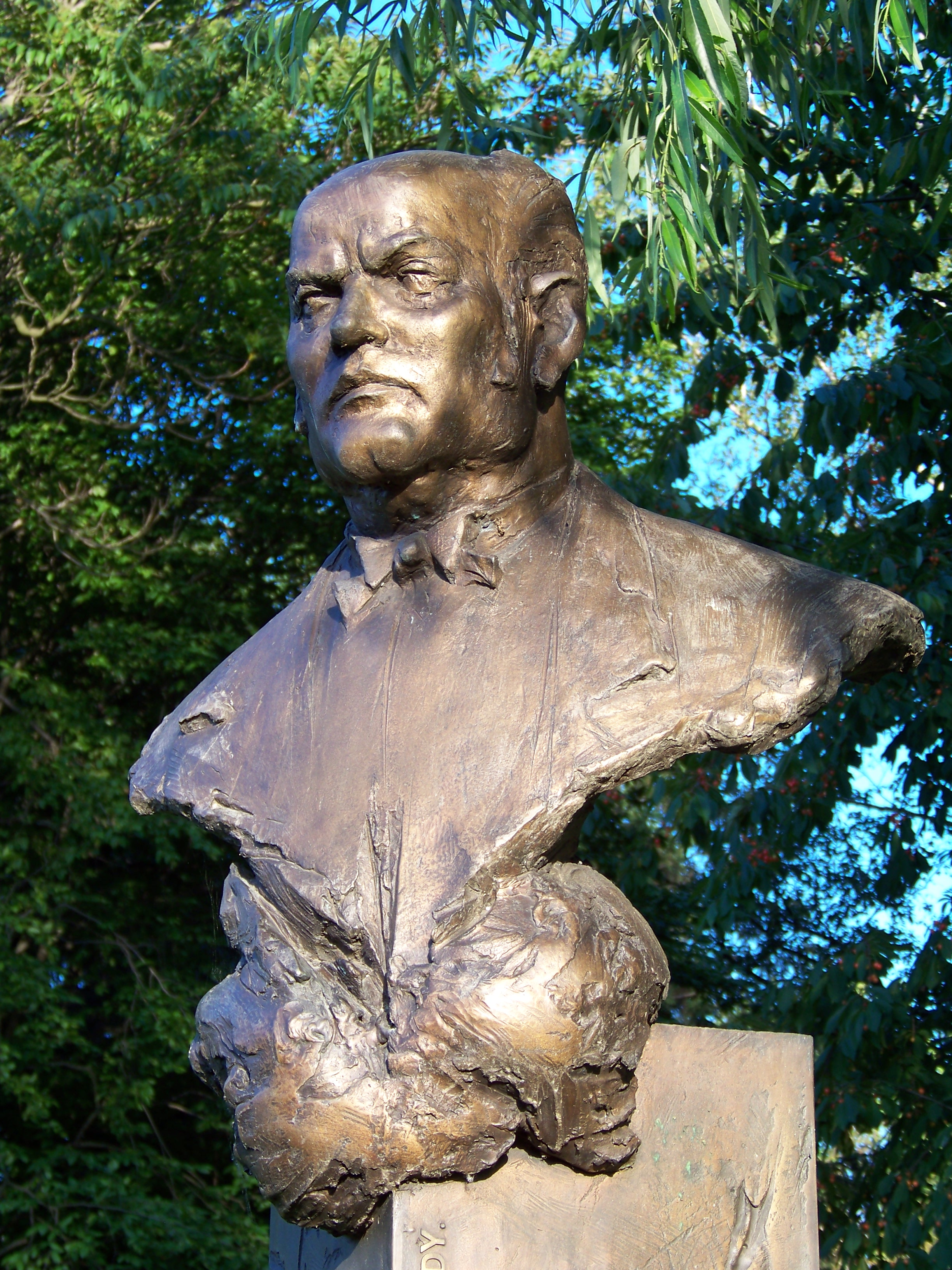
Busto de Švehla

## En el poder
Durante la crisis que disolvió el imperio tuvo un papel destacadísimo como presidente del Narodní Vybor ("Consejo Nacional"). El 28 de octubre de 1918, el Consejo, con Švehla al frente, se hizo cargo del abastecimiento de alimentos a Praga y, a continuación, exigió la entrega de poderes del gobernador austriaco y la rendición de las guarniciones, que se logró al día siguiente sin derramamiento de sangre.
Mientras Masaryk se encontraba en Estados Unidos, Beneš en París para representar a Checoslovaquia en la conferencia de paz y Kramář (el nuevo primer ministro) en Ginebra, Švehla hubo de encargarse de la formación del Gobierno y del establecimiento del aparato del nuevo Estado. Gracias a su labor, en colaboración con los dirigentes de los demás partidos, se instauró un sistema democrático, respetuoso con los derechos de las minorías del nuevo Estado y una importante política social.
Más tarde ocupó el cargo de ministro del Interior en los tres primeros gabinetes checoslovacos y fue crucial en la instauración de la Pětka, coalición de cinco partidos que formaban el Gobierno de acuerdo a sus resultados electorales. Durante el periodo de posguerra, a pesar de que se le ofreció la presidencia del Gobierno, prefirió sostener a un gabinete socialista moderado que aceptarla; optó por quedar solamente como ministro del Interior, a pesar de ser la principal figura del Consejo de Ministros. En diciembre de 1920, el presidente Masaryk nombró un gabinete de técnicos para acabar con las disputas entre partidos y Švehla dejó el ministerio, pero pasó a presidir el comité ejecutivo de la coalición de partidos, controlando de facto la situación política. Si hubiese decidido formar una coalición partidos burgueses, hubiese facilitado la reconciliación entre socialdemócratas y comunistas, que no deseaba, y que así evitó. Presidió además el comité parlamentario encargado de supervisar la redacción de la Constitución; nuevamente, su tacto y habilidad para la conciliación de los distintos puntos de vista fueron cruciales para lograr que la nueva ley fundamental se aprobase por unanimidad en las Cortes.

## Primer ministro

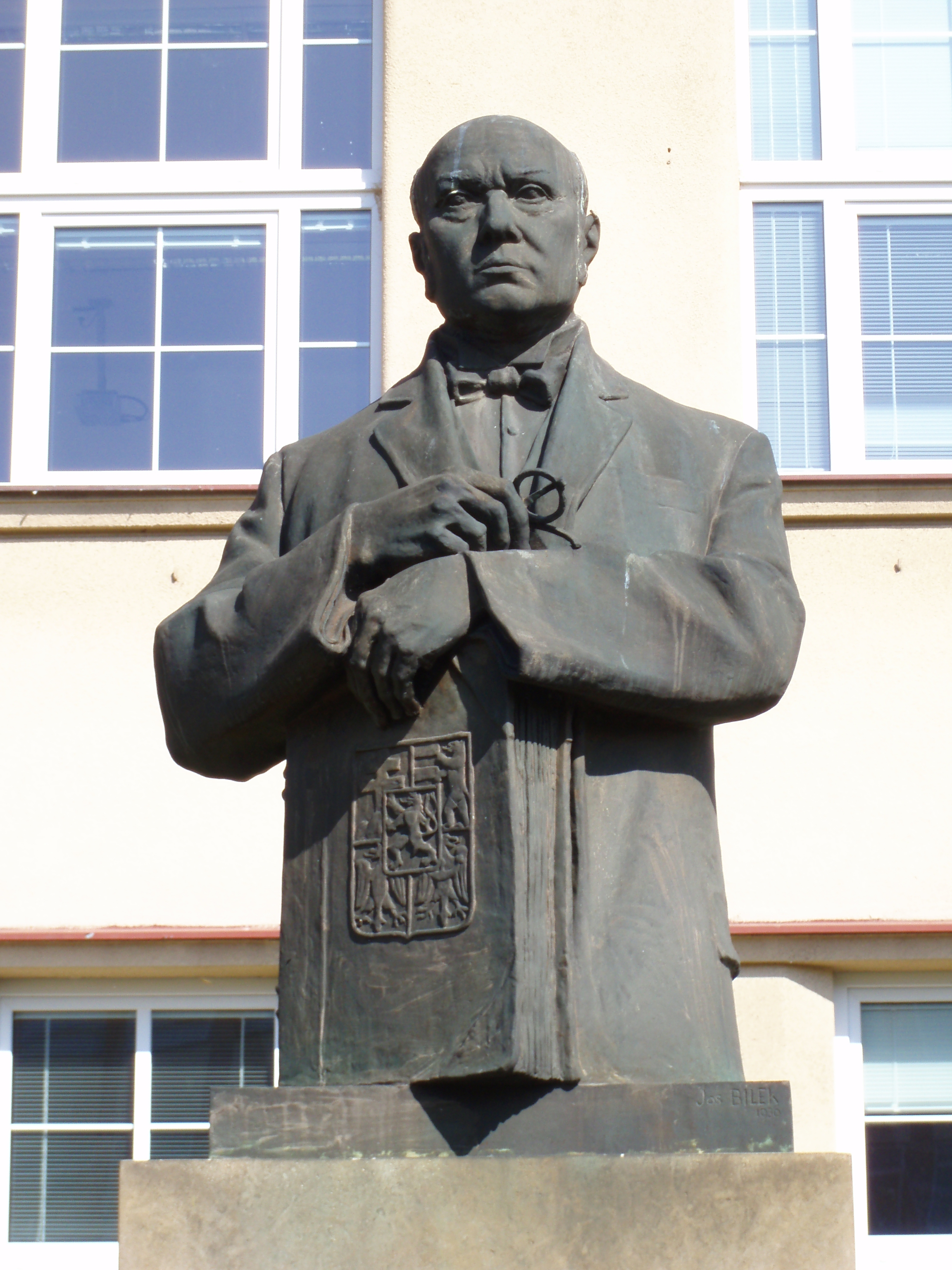
Monumento a Švehla.

Desde el puesto clave del comité ejecutivo, pasó a la presidencia del Gobierno en octubre de 1922. Forjó una peculiar alianza de partidos burgueses y socialistas, en los que los principales eran los socialdemócratas, a los que trató de robustecer defendiendo la aplicación de medidas sociales, y su propio Partido Agrario. Encabezó el gabinete de nuevo en otras dos ocasiones, en noviembre de 1925 y en octubre de 1926. En este último periodo al frente del Gobierno, logró por primera vez la cooperación de cuatro de los siete partidos de la minoría alemana, e incluyó a dos ministros de esta en el gabinete. Discreto a pesar de su gran influencia política, rehuía toda publicidad y detestaba hablar en público. Era muy industrioso, y de gran carisma.
Švehla favoreció sucesivas alianzas entre su partidos y los socialdemócratas; si bien estos predominaron en la posguerra, la escisión de los comunistas los debilitó y permitió que los agrarios se convirtiesen en el principal socio de la coalición hasta 1938. La coalición se mantuvo hasta esta fecha salvo por entre 1925 y 1929, periodo en que los socialdemócratas decidieron permanecer en la oposición. Durante estos años de finales de la primera década de independencia, Švehla logró incluir en el Gobierno a dos partidos de la minoría alemana —agrarios y socialcristianos— y de los nacionalistas eslovacos.
En el invierno de 1927, su salud empeoró notablemente y en febrero de 1929 hubo de abandonar el Gobierno. No logró volver a la política activa por sus problemas de salud —aunque conservó gran influencia en la política nacional— y el 12 de diciembre de 1933 murió de neumonía.